# Mathew Horne
Mathew Frazer Horne (nacido el 6 de septiembre de 1978) es un actor, comediante, cantante, presentador de televisión y narrador inglés. Es mejor conocido por aparecer en varios programas de sketches y comedias de situación de la BBC, en particular Gavin & Stacey (como Gavin Shipman), The Catherine Tate Show, Horne & Corden y Bad Education.

## Primeros años
Horne nació el 6 de septiembre de 1978 en Burton Joyce, Nottinghamshire. Asistió a la escuela primaria Burton Joyce. Mientras estaba en la escuela, jugó en la portería para Notts County Juniors. Estudió artes escénicas de nivel A en la escuela Southwell Minster en Nottinghamshire y se licenció en teatro en la Universidad de Mánchester. Allí conoció a Bruce Mackinnon durante las primeras semanas del semestre; se dieron cuenta de que compartían un sentido del humor similar, pero no escribieron material juntos hasta el tercer año de estudios.

## Carrera
Horne comenzó su carrera como comediante y se convirtió en la mitad del dúo cómico Mat y MacKinnon actuando por primera vez en el Edinburgh Fringe en 2000. Catherine Tate lo vio en el festival y lo invitó a actuar en el programa de televisión de la BBC The Catherine Tate Show. Desde entonces, Horne ha seguido apareciendo en varios especiales de Nan de Catherine Tate. Repitió su papel de Jamie en dos episodios festivos de Nan de Catherine Tate en 2015.
En 2003, protagonizó 20 Things to do Before You're 30 de Channel 4 y al año siguiente obtuvo el papel de Ben, un profesor de educación religiosa ateo, en la serie Teachers de Channel 4. También apareció en la primera serie de la producción de ITV Doc Martin. En 2005, Horne apareció en un episodio de The Smoking Room, interpretando a Dominic, sobrino de Janet. Este último estaba realizando un estudio psicológico de los empleados. En 2007 protagonizó la comedia de la BBC Roman's Empire y en noviembre apareció en sketches cómicos en The Kylie Show en ITV1 junto a Kylie Minogue, interpretando a su asistente. Horne también fue una estrella invitada en la segunda serie de Robin Hood. De 2007 a 2010 protagonizó la serie ganadora doble del BAFTA Gavin & Stacey como el personaje principal Gavin Shipman, un joven de buen corazón que se junta con una chica que conoció a través de sus llamadas telefónicas del trabajo y se enamora de ella. El programa tuvo tres series con un especial de Navidad y recibió elogios generalizados de la crítica. Regresó a este papel para el especial de Navidad de 2019. En 2008, Horne apareció en una adaptación moderna de Las tres cabras macho Gruff como parte de la temporada de Fairy Tales de la BBC. También narró la serie de ITV2 The Passions of Girls Aloud.
Horne protagonizó la película Lesbian Vampire Killers junto a James Corden e hizo su debut teatral en un revival de 2009 de El realquilado en los Trafalgar Studios. El 3 de abril de 2009, se informó que Horne se había derrumbado en el escenario durante una representación de la obra en el West End. Permaneció en el escenario hasta que llegó la asistencia médica, momento en el que fue trasladado al hospital. Un comunicado emitido poco después decía que estaba exhausto después de trabajar "a toda máquina" durante tres meses. Más tarde se reveló que padecía un virus.
El 18 de febrero de 2009 presentó los BRIT Awards 2009 junto a James Corden y Kylie Minogue.
En 2010, Horne apareció en un episodio de Miss Marple, llamado "El secreto de Chimneys", como Bill Eversleigh. Apareció junto a la también estrella de Gavin & Stacey, Ruth Jones.
Interpretó al baterista de Culture Club, Jon Moss, en el docudrama televisivo de la BBC de 2010, Worried About the Boy, sobre la adolescencia de Boy George.
En 2016, Horne realizó una gira por teatros británicos con Catherine Tate en The Catherine Tate Show Live. También apareció como el joven Sr. Grace en Are You Being Served?.
Interpretó al soldado Walker en Dad's Army: The Missing episodios, en la serie producida originalmente por UKTV en 2019. Protagonizó los tres episodios transmitidos por el canal de televisión Gold.
A principios de 2019, se anunció que Catherine Tate's Nan se convertiría en una adaptación cinematográfica. El estreno de la película estaba previsto para el 19 de junio de 2020 pero se pospuso indefinidamente debido al cierre de los cines debido a la pandemia de COVID-19. El tráiler y el cartel de la película se estrenaron el 18 de febrero de 2022 con Josie Rourke recibiendo crédito de productora ejecutiva y ningún director acreditado. La película se estrenó el 18 de marzo de 2022.
En mayo de 2022, Horne apareció como Edgar en el episodio 4 de la serie 8 de la serie de comedia negra de la BBC, Inside No. 9, en el episodio titulado "Love Is A Stranger".

### Trabajó con James Corden
Desde que trabajó en la comedia de la BBC Gavin & Stacey, Horne ha colaborado varias veces con su cocreador James Corden.
Horne y Corden presentaron el programa derivado de Gran Hermano Big Brother's Big Mouth como invitados en 2007 y luego fueron habituales de la edición que cubría Big Brother: Celebrity Hijack de E4. Presentaron juntos los premios NME Shockwaves Awards en 2008 y una sección de Comic Relief en marzo de 2009. En 2008, la pareja realizó una gira por el Reino Unido con un espectáculo de monólogos en preparación para su programa de sketches de la BBC , Horne & Corden. El primer episodio se emitió el 10 de marzo de 2009 en BBC Three. Se presentó frente a un público en vivo, en un estilo que recuerda a Morecambe y Wise o The Two Ronnies. Se incluyeron una variedad de sketches prefilmados y presentaciones en vivo.
2009 también vio el estreno de Lesbian Vampire Killers, una película de comedia de terror. Las críticas de la película fueron en gran medida negativas. Tiene un índice de aprobación del 29% en el agregador de reseñas Rotten Tomatoes con una puntuación promedio de 4/10. James Christopher de The Times lo describió como "profundamente horrible", afirmando que es una "farsa de revista para muchachos instantáneamente olvidable" y una "espantosa pérdida de un título perfectamente decente". Allan Hunter del Daily Express lo calificó de "mal escrito y ejecutado apresuradamente" y "toma todas las opciones fáciles de mal gusto, pechos y fluidos corporales". Anthony Quinn, escribiendo en The Independent, le dio a la película 1 estrella de 5, describiéndola como lamentable y afirmando que Horne y Corden habían "excedido su atractivo" y parecían en peligro de convertirse en los Hale y Pace de hoy. Peter Bradshaw de The Guardian describió la película como "en su mayoría bastante horrible, pero hay una o dos risas groseras".
Nicholas Yanes de Scifipulse.net la consideró "una gran pelicula B" que vale la pena convertirse en un clásico de culto. En septiembre de 2010, mientras estaba en el programa de comedia The King is Dead, Corden comentó que ver la película sería un castigo demasiado severo para los prisioneros detenidos en la Bahía de Guantánamo y que era "un montón de mierda".
Horne apareció junto a Corden en la película CGI Planeta 51, con un papel menor dando voz a un soldado, Vesklin.

## Vida personal
Horne divide su tiempo entre el este de Londres y Helmsdale en las Tierras Altas de Escocia. Es fanático del Tottenham Hotspur Football Club y se le ha visto a menudo en el Tottenham Hotspur Stadium. Horne también es el narrador del dispositivo de recorrido multimedia del estadio.
El 20 de diciembre de 2018, Horne fue atropellado por un tren mientras cruzaba la vía férrea cerca de la casa de sus padres en Burton Joyce, Nottinghamshire. Se dijo que Horne no resultó herido y que había estado cerca de un paso de peatones dedicado a través de la línea ferroviaria de Nottingham a Newark.
Horne estuvo comprometido con la actriz Evelyn Hoskins hasta 2018. Horne se casó con la escenógrafa Celina Bassili en septiembre de 2021, en Noruega. Habían estado vinculados sentimentalmente desde julio de 2019.

## Filmografía

### Películas
| Año  | Título                      | Papel                 | Notas        |
| ---- | --------------------------- | --------------------- | ------------ |
| 2004 | Vanity Fair                 | Chico del casino      |              |
| 2005 | A.W.                        | Teen                  | Cortometraje |
| 2006 | Stingray                    | Kurt                  | Cortometraje |
| 2008 | Trimming the Fat            | Sutcliffe             | Cortometraje |
| 2009 | Planeta 51                  | Soldado Vesklin       | Voz          |
| 2009 | Lesbian Vampire Killers     | Jimmy                 |              |
| 2011 | Horrid Henry: The Movie     | Papá de Henry y Peter |              |
| 2014 | Breaking the Bank           | Nick                  |              |
| 2015 | The Bad Education Movie     | Shaquille Fraser      |              |
| 2020 | The Existential Hotline     | Soren                 | Cortometraje |
| 2022 | The Nan Movie               | Jamie                 |              |
| 2022 | Everybody Dies... Sometimes | Therapist             | Cortometraje |

### Televisión
| Año  | Título                           | Papel               | Notas                                      |
| ---- | -------------------------------- | ------------------- | ------------------------------------------ |
| 2001 | Noble and Silver: Get Off Me!    | Compañero de casa   |                                            |
| 2002 | Being April                      | Whiffy              | Episodio: "Normal"                         |
| 2003 | 20 Things to Do Before You're 30 | Conrad              | 8 episodios                                |
| 2004 | The Catherine Tate Show          | Varios personajes   | 20 episodios                               |
| 2004 | Teachers                         | Ben Birkett         | 9 episodios                                |
| 2004 | Doc Martin                       | Ed Johnson          | Episodio: "Shit Happens"                   |
| 2005 | Carrie & Barry                   | Adrian              |                                            |
| 2005 | The Smoking Room                 | Dominic             | Episodio: "Buzzzzzzz"                      |
| 2005 | Our Hidden Lives                 | Davy                | Película de televisión                     |
| 2005 | Nathan Barley                    | Asistente de ventas | 2 episodios                                |
| 2005 | Blessed                          | Matt                | Episodio: "Let's Spend the Night Together" |
| 2006 | Losing It                        | Mike                | Película de televisión                     |
| 2007 | Roman's Empire                   | Leo                 | 6 episodios                                |
| 2007 | Gavin & Stacey                   | Gavin Shipman       | 22 episodios                               |
| 2007 | The Kylie Show                   | Paul                |                                            |
| 2007 | Robin Hood                       | The Fool            | Episodio: "Lardner's Ring"                 |
| 2007 | Big Brother's Big Mouth          | Varios personajes   |                                            |
| 2008 | Big Brother: Celebrity Hijack    | Presentador         |                                            |
| 2008 | The Passions of Girls Aloud      | Narrador            |                                            |
| 2008 | Fairy Tales                      | Dean Gruff          | Episodio: "Billy Goat"                     |
| 2009 | Horne & Corden                   | Varios personajes   | 6 episodios; también escritor              |
| 2009 | Nan's Christmas Carol            | Jamie Taylor        | TV special                                 |
| 2009 | Phineas y Ferb                   | Blay'n              | 2 episodios                                |
| 2010 | Worried About the Boy            | Jon Moss            | Película de televisión                     |
| 2010 | Agatha Christie's Marple         | Bill Eversleigh     | Episodio: "El secreto de Chimneys"         |
| 2010 | Chekhov Comedy Shorts            | Lomov               | Episodio: "Petición de mano"               |
| 2011 | Sounds from the Cities           | Él mismo            |                                            |
| 2012 | Sinbad                           | Philippe            | Episodio: "Fiend or Friend?"               |
| 2012 | Bad Education                    | Shaquille Fraser    | 26 episodios                               |
| 2013 | Crimen en el paraíso             | Leo Downs           | Episodio: "A Stormy Occurrence"            |
| 2013 | Playhouse Presents               | Johnny              | Episodio: "Hey Diddly Dee"                 |
| 2014 | Agatha Raisin                    | Roy Silver          | 17 episodios                               |
| 2014 | Catherine Tate's Nan             | Jamie Taylor        | 3 episodios                                |
| 2015 | Drunk History                    | Varios personajes   | 6 episodios                                |
| 2016 | Are You Being Served?            | Sr. Grace joven     | Película de televisión                     |
| 2016 | Dating in the Dark               | Narrador            | 6 episodios                                |
| 2017 | Porters                          | Mark                | Episodio: "Episodio One"                   |
| 2018 | Settling                         | Seamus              | Serie web; 6 episodios                     |
| 2019 | Dad's Army: The Lost episodios   | Private Walker      | 3 episodios                                |
| 2022 | Newark, Newark                   | Terry               | 3 episodios                                |
| 2023 | Inside No. 9                     | Edgar               | Serie 8, episodio 4                        |

### Teatro
| Año  | Título                        | Papel                        | Teatro                                           |
| ---- | ----------------------------- | ---------------------------- | ------------------------------------------------ |
| 2001 | Mat and MacKinnon             | Varios personajes            | Edinburgh Festival / Soho Theatre / Comedy Store |
| 2001 | Blue Remembered Hills         | Raymond                      | Courtyard Theatre                                |
| 2002 | A Day in the Death of Joe Egg | Bri                          | West End                                         |
| 2009 | El realquilado                | Sloane                       | Teatro Trafalgar                                 |
| 2012 | La tía de Carlos              | Lord Fancourt Babberley      | Menier Chocolate Factory                         |
| 2013 | The Pride                     | The Doctor / The Man / Peter | Teatro Trafalgar                                 |
| 2016 | The Catherine Tate Show Live  | Varios personajes            | Varios                                           |
| 2017 | El avaro                      | Valère                       | Garrick Theatre                                  |
| 2018 | Rain Man                      | Raymond                      | Teatro Real de Windsor                           |
| 2022 | Retorno al hogar              | Lenny                        | Theatre Royal Bath                               |
| 2023 | Noises Off                    | Garry Lejeune                | Teatro Royal Haymarket                           |